# پروولتا

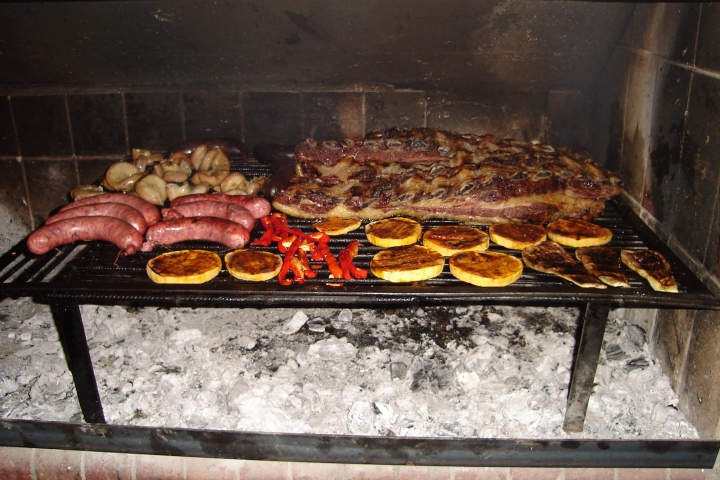
پروولتای بریده‌شده

پروولتا (اسپانیایی: Provoleta) یک نماد بازرگانی برای یک نوع آرژانتینی از پنیر پروولونه است. این خوراک به صورت کباب شدهٔ سیخی در آرژانتین و کمی هم در اروگوئه خورده می‌شود.